# سنت کیو
سنت کیو (به انگلیسی: St Kew) یک روستا و محله مدنی در بریتانیا است که در کورنوال واقع شده‌است. سنت کیو ۱٬۱۴۵ نفر جمعیت دارد.